# 3678 Mongmanwai
3678 Mongmanwai је астероид главног астероидног појаса са средњом удаљеношћу од Сунца која износи 2,552 астрономских јединица (АЈ).
Апсолутна магнитуда астероида је 12,6.